# Delhi, Kalifornien
Delhi är en ort (CDP) i Merced County, i delstaten Kalifornien, USA. Enligt United States Census Bureau har orten en folkmängd på 10 755 invånare (2010) och en landarea på 9,1 km².